# Carl Gustaf Lindmark
Carl Gustaf Lindmark i riksdagen kallad Lindmark i Stockholm, född den 1 juni 1826 i Vallerstads socken, Östergötlands län, död den 5 november 1892 i Stockholm, var en svensk sjömilitär och riksdagsledamot.
Lindmark blev sekundlöjtnant vid flottan 1846. Efter anställning i engelsk örlogstjänst 1851–1853 blev premiärlöjtnant 1854. Lindmark var kompaniofficer vid Krigsakademien 1857–1860 och blev kaptenlöjtnant 1862. Han var befälhavare på ångfartyg 1860–1861 och 1862–1864. Lindmark blev major vid skärgårdsartilleriet 1866 och var kommendant vid flottans station i Stockholm 1866–1871, tygmästare där 1872–1874. Han befordrades till kommendörkapten vid flottan 1873 och var chef för sjötrupperna i Stockholm 1875–1877. Lindmark var stabschef hos chefen för flottans militärpersonal 1878–1882 och tjänstgjorde i flottans stab 1884–1889. Han var kommendör vid flottan 1881–1889 och ledamot i Krigshovrätten från 1883. Lindmark var ledamot av riksdagens andra kammare 1874–1884 och 1888–1890. Han invaldes som ledamot av Krigsvetenskapsakademien 1875 och blev hedersledamot av Örlogsmannasällskapet 1881. Lindmark blev riddare av Svärdsorden 1871 och kommendörer av första klassen av samma orden 1883.
I riksdagen skrev han sju egna motioner, bland annat om stöd åt kolonin Saint-Barthélemy, införande av viss borgerlig tid för hela landet (1877) och om ändringar i tullstadgan.
Carl Gustaf Lindmark var son till Gustaf Fredrik Lindmark och bror till Knut Lindmark. Han är begravd på Norra begravningsplatsen utanför Stockholm.